# Sefer ha-Jaschar
Das Sefer ha-Jaschar (Buch des Redlichen, Buch des Aufrechten; eventuell identisch mit Toldot Adam = Geschichte Adams) ist ein anonymes hebräisches Volksbuch aus dem Mittelalter (entstanden um 1200?), eine Wiedererzählung der biblischen Geschichten des Pentateuch und des Buches Josua mit märchenhaften, dem Midrasch entnommenen Ausschmückungen sowie unter Hinzufügung fremder Zusätze, die es den Rabbinern verdächtig machten, die es denn auch zu zensurieren versuchten.
Diskutiert wird die Verfasserschaft des Jona Gerondi.
Die Bibel erwähnt ein Buch Jaschar, jedoch ist beim 'Sefer ha-Jaschar' aufgrund der Benennung von Franza für Frankreich und Lumbardi in Italien für die Lombardei von einer Entstehung im Mittelalter auszugehen. 